# Xincheng (Xi’an)
Der Stadtbezirk Xincheng (新城区,  Xīnchéng Qū) ist ein Stadtbezirk der Unterprovinzstadt Xi’an in der chinesischen Provinz Shaanxi. Er hat eine Fläche von 27,72 Quadratkilometern und zählt 618.000 Einwohner (Stand: Zensus 2020).
Im Stadtbezirk befinden sich die ehemalige Stätte des Xi’an-Büros der 8. Marscharmee und das Yisushe-Theater, die seit 1988 bzw. 2006 auf der Liste der Denkmäler der Volksrepublik China stehen.